# M&D
Kim Heechul & Kim Jungmo ou M&D também chamado de M'idnight & D'awn ou M'iari & ’D'angye-dong foi um duo Coreia do Sul de  pop rock formado pela S.M. Entertainment em 2011. O grupo era composto por Heechul do Super Junior e Jungmo do TRAxX Ambos os membros decidiram escrever e compor cada música que a dupla lançaria no projeto. Eles vão continuamente lançar música que eles podem e querem fazer, independentemente do gênero. Seu single de estreia, "Close Ur Mouth" foi lançado em junho de 2011 com o nome, M&D. No início de julho de 2016, a SM Entertainment anunciou que a dupla retornaria como Kim Heechul & Kim Jungmo (김희철&김정모).

## Membros
- Kim Hee-chul (Hangul: 김희철) Nascido em 10 de Julho de 1983
- Kim Jung-mo (Hangul: 김정모) Nascido em 26 de Março de 1985

## Referencias
1. 1 2  «김희철·트랙스 정모, 프로젝트그룹 'M&D' 결성». Star News (em coreano). 21 de junho de 2011. Consultado em 28 de setembro de 2018
2. ↑  «[연예의 법칙] 김희철&김정모의 트로트 도전… '우리 지금 진지하다'». Sports Donga (em coreano). 12 de julho de 2016. Consultado em 1 de outubro de 2018
3. ↑  «김희철&김정모 듀엣 출격 눈앞, 전곡 참여 '완성도 높였다'». TV Daily (em coreano). 6 de julho de 2016. Consultado em 1 de outubro de 2018